# PA-RISC

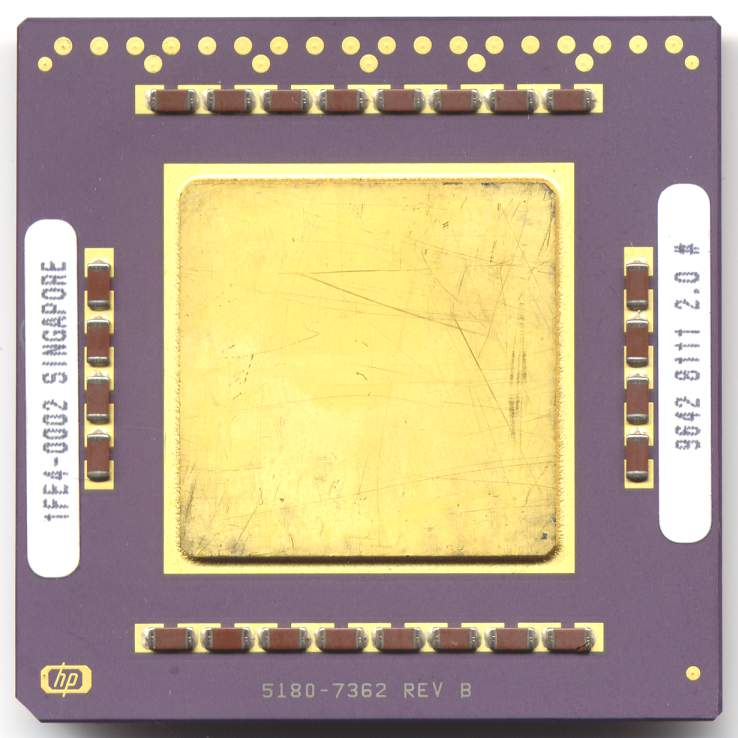
HP PA-RISC 7300LC mikroprocesszor

A PA-RISC egy a Hewlett-Packard cég által kifejlesztett utasításkészlet-architektúra (instruction set architecture, ISA). Ahogy a névben is szerepel, ez egy RISC (redukált utasításkészletű) architektúra, ahol a PA a Precision Architecture, precíziós architektúra rövidítése. A felépítésre másként HP/PA néven is hivatkoznak, ami a Hewlett Packard Precision Architecture rövidítése.
Az architektúrát 1986. február 26-án mutatták be a HP 3000 Series 930 és HP 9000 Model 840 számítógépek megjelenésével egyidőben, mivel ezekben alkalmazták első megvalósítását, a TS1 jelű processzort.
A PA-RISC architektúrát a HP és az Intel által közösen fejlesztett Itanium (eredetileg IA-64) architektúra / ISA követte. A HP 2008 végén beszüntette a PA-RISC-alapú HP 9000 rendszerek forgalmazását, de 2013-ig még fenntartja a támogatást a PA-RISC processzoros kiszolgálók üzemeltetéséhez.

## Történet
Az 1980-as évek végén a HP négy különböző sorozatú CISC processzoros számítógépet gyártott. Az egyik vonal az IBM-kompatibilis PC Intel i286 processzoron alapuló 1986-os Vectra sorozat volt. A többi vonal nem Intel processzorokon alapult, változatos processzorarchitektúrákat használtak. Az egyik a HP Series 300 Motorola 68000 processzort tartalmazó munkaállomások sorozata volt, a következő a Series 200 vonal tudományos-technikai munkaállomás-sorozat, amelyek egyedi silicon on sapphire (SOS) csiptechnológiával készült 16 bites HP 3000 classic sorozatú processzorokat tartalmaztak, és végül ott voltak a HP 9000 Series 500 miniszámítógépek, amelyek szintén egyedi processzort tartalmaztak: a HP saját fejlesztésű 16 vagy 32 bites FOCUS mikroprocesszorát. A HP az összes nem-PC-kompatibilis gépét egy egységes RISC architektúrába akarta összefogni, erre a szerepre szánta a PA-RISC architektúrát.
A Precíziós Architektúrát 1986-ban vezették be. Ez 32 db 32 bites regisztert tartalmaz és 16 db 64 bites lebegőpontos regisztert. A lebegőpontos regiszterek számát 32-re növelték az architektúra 1.1-es változatában, mivel nyilvánvalóvá vált, hogy 16 regiszter nem elég és korlátozza a teljesítményt. Az architektúra tervezői: Allen Baum, Hans Jeans, Michael J. Mahon, Ruby Bei-Loh Lee, Russel Kao, Steve Muchnick, Terrence C. Miller, David Fotland, és William S. Worley és mások.
Az első megvalósítás a TS1-es modell volt, amely egy diszkrét TTL elemekből (74F TTL) felépített CPU. Az ezt követő megvalósítások más technológiával készültek, eleinte többcsipes NMOS technológiájú VLSI áramkörökkel épültek (NS1 és NS2), majd CMOS technológiával készült integrált áramköröket alkalmaztak (CS1 és PCX). A CMOS csipeket először az új HP 3000 sorozat gépeiben alkalmazták az 1980-as évek végén, ezek voltak a 930-as és 950-es modellek, amelyeket általában Spectrum rendszerként is említenek – ezt a nevet kapták a fejlesztés során. Ezek a gépek MPE/iX operációs rendszert futtattak. Hamarosan a HP-UX UNIX verziót futtató HP 9000 gépekben is PA-RISC processzorokra cserélték a központi egységet.
Több más operációs rendszert is portoltak PA-RISC architektúrára, ilyenek pl. a Linux, OpenBSD, NetBSD és a NEXTSTEP.
A PA-RISC processzorcsalád egy másik érdekes jellemzője, hogy a legtöbb processzorgeneráció nem tartalmaz másodszintű (Level 2) gyorsítótárat. Ehelyett nagyméretű elsőszintű (Level 1) gyorsítótárakat használnak, ezek régebben különálló, a rendszersínre csatlakozó csipek voltak, de később a processzorba építették be. Csak a PA-7100LC és a PA-7300LC processzorokban voltak másodszintű gyorsítótárak.
A PA-RISC egy másik újítása volt a vektorizált (SIMD) utasítások hozzáadása az utasításkészlethez, multimédiás gyorsító-kiterjesztés, Multimedia Acceleration eXtensions (MAX) formájában, amelyet először a PA-7100LC-ben vezettek be.
1996-ban az ISA 64 bitesre lett bővítve, ez a revízió a PA-RISC 2.0 jelölést kapta. A PA-RISC 2.0-ben megjelentek az összevont szorzó-összeadó utasítások, amelyek felgyorsítják több lebegőpontos algoritmus működését és megjelent a MAX-2 SIMD kiterjesztés, amely a multimédiás alkalmazások gyorsítására szolgáló utasításokat tartalmaz. Az első PA-RISC 2.0 implementáció az 1996-ban bemutatott PA-8000-es volt.

## CPU specifikációk
| modell   | marketing-név | év   | órajel [MHz] | memóriasín [MB/s] | folyamat [µm] | tr.szám [millió] | lapkaméret [mm²] | fogyasztás [W] | Dcache [KiB] | Icache [KiB] | L2 cache [MiB] | ISA  | megj.  |
| -------- | ------------- | ---- | ------------ | ----------------- | ------------- | ---------------- | ---------------- | -------------- | ------------ | ------------ | -------------- | ---- | ------ |
| TS-1     | ?             | 1986 | 8            | ?                 | TTL           | 6×150 IC         | 6×8,4×11,3″      | ?              | ?            | ?            | —              | 1.0  |        |
| CS-1     | ?             | 1987 | 8            | ?                 | 1,6           | 0,164            | 72,93            | 1              | —            | 0,25         | —              | 1.0  | [ 7 ]  |
| NS-1     | ?             | 1987 | 25–30        | ?                 | 1,5           | 0,144            | 70,56            | ?              | ?            | ?            | —              | 1.0  | [ 8 ]  |
| NS-2     | ?             | 1989 | 27,5–30      | ?                 | 1,5           | 0,183            | 196              | 27             | 512          | 512          | —              | 1.0  | [ 9 ]  |
| PCX      | ?             | 1990 | ?            | ?                 | ?             | ?                | ?                | ?              | ?            | ?            | ?              | 1.0  |        |
| PCX-S    | PA-7000       | 1991 | 35–66        | ?                 | 1,0           | 0,58             | 201,6            | ?              | 256          | 256          | —              | 1.1a |        |
| PCX-T    | PA-7100       | 1992 | 33–100       | ?                 | 0,8           | 0,85             | 196              | ?              | 2048         | 1024         | —              | 1.1b |        |
| PCX-T    | PA-7150       | 1994 | 125          | ?                 | 0,8           | 0,85             | 196              | ?              | 2048         | 1024         | —              | 1.1b |        |
| PCX-T'   | PA-7200       | 1994 | 120          | 960               | 0,55          | 1,26             | 210              | 30             | 1024         | 2048         | —              | 1.1c |        |
| PCX-L    | PA-7100LC     | 1994 | 60–100       | ?                 | 0,75          | 0,9              | 201,6            | 7–11           | —            | 1            | 2              | 1.1d |        |
| PCX-L2   | PA-7300LC     | 1996 | 132–180      | ?                 | 0,5           | 9,2              | 260,1            | ?              | 64           | 64           | 0–8            | 1.1e |        |
| PCX-U    | PA-8000       | 1996 | 160–180      | 960               | 0,5           | 3,8              | 337,68           | ?              | 1024         | 1024         | —              | 2.0  |        |
| PCX-U+   | PA-8200       | 1997 | 200–240      | 960               | 0,5           | 3,8              | 337,68           | ?              | 2048         | 2048         | —              | 2.0  |        |
| PCX-W    | PA-8500       | 1998 | 300–440      | 1920              | 0,25          | 140              | 467              | ?              | 1024         | 512          | —              | 2.0  | [ 10 ] |
| PCX-W+   | PA-8600       | 2000 | 360–550      | 1920              | 0,25          | 140              | 467              | ?              | 1024         | 512          | —              | 2.0  | [ 10 ] |
| PCX-W2   | PA-8700(+)    | 2001 | 625–875      | 1920              | 0,18          | 186              | 304              | <7,1 1,5 V-on  | 1536         | 768          | —              | 2.0  |        |
| Mako     | PA-8800       | 2003 | 800–1000     | 6400              | 0,13          | 300              | 361              | ?              | 768/mag      | 768/mag      | 0 vagy 32      | 2.0  |        |
| Shortfin | PA-8900       | 2005 | 800–1100     | 6400              | 0,13          | ?                | ?                | ?              | 768/mag      | 768/mag      | 64             | 2.0  |        |

* Megjegyzés a táblázathoz:    
tr.szám: tranzisztorok száma / Dcache: adat-gyorsítótár / Icache: utasítás-gyorsítótár / L2 cache: másodszintű gyorsítótár

## Fordítás
- Ez a szócikk részben vagy egészben  a   PA-RISC című angol Wikipédia-szócikk ezen változatának fordításán alapul.  Az eredeti cikk szerkesztőit annak laptörténete sorolja fel. Ez a jelzés csupán a megfogalmazás eredetét és a szerzői jogokat jelzi, nem szolgál a cikkben szereplő információk forrásmegjelöléseként.